# Textilkonstnär
Textilkonstnär kallas en person som ägnar sig åt textil konst eller textilt konsthantverk.
Textilkonstnär kan man bli efter studier på någon av de textila utbildningarna, men någon gemensam legitimation finns inte för yrkesgruppen, varför det är med textilkonstnärer som med konstnärer: vem som helst kan kalla sig det, men alla blir inte erkända och accepterade inom genren eller dess intresseorganisationer. Definitionen av vem som är en textilkonstnär är därför inte någon enhällig definition, men innefattar normalt att personen arbetar med råvaror som hör till den textila genren och ägnar sig åt hantverk med en konstnärlig inriktning, snarare än enbart hemslöjd. Men även personer som enbart arbetat inom hemslöjdens värld kan i vissa fall kalla sig textilkonstnärer.

## Textilkonstnärer

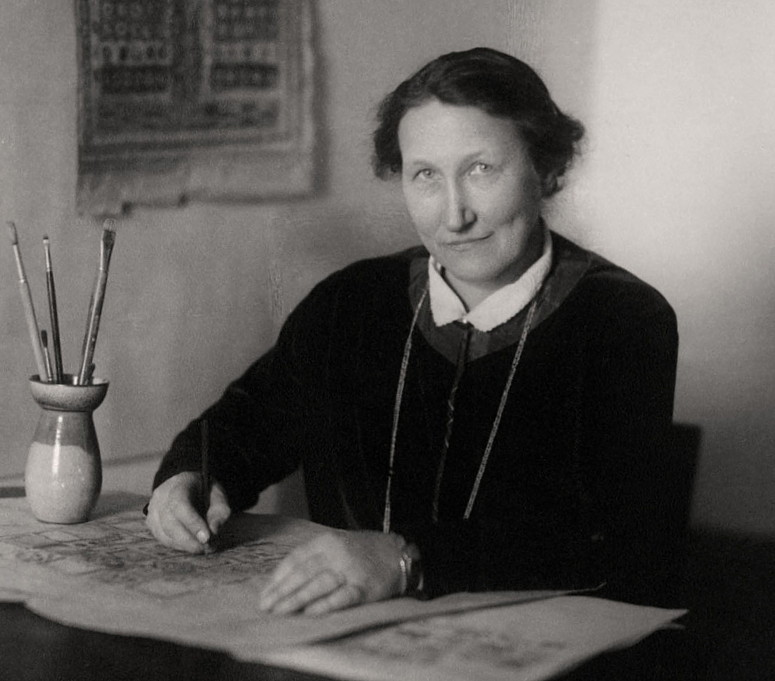
Märta Måås-Fjetterström (1873–1941).
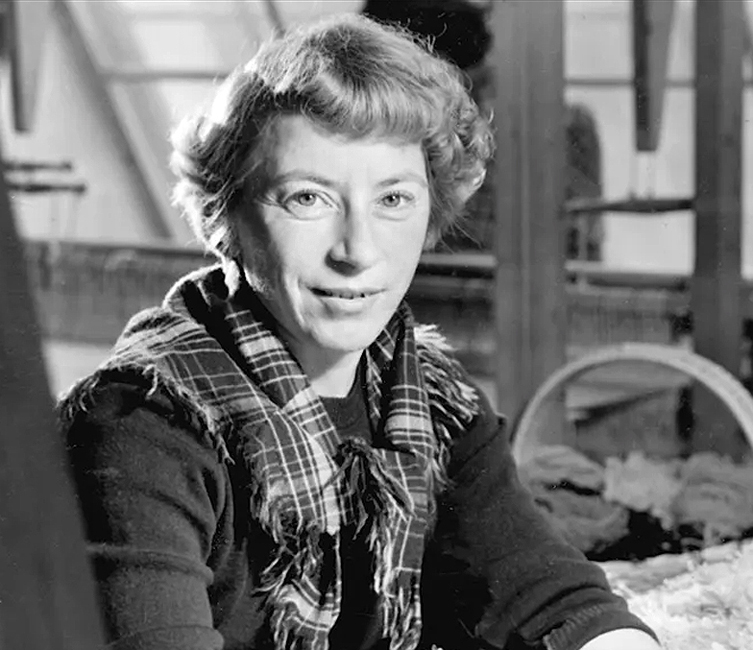
Viola Gråsten (1910–1994).
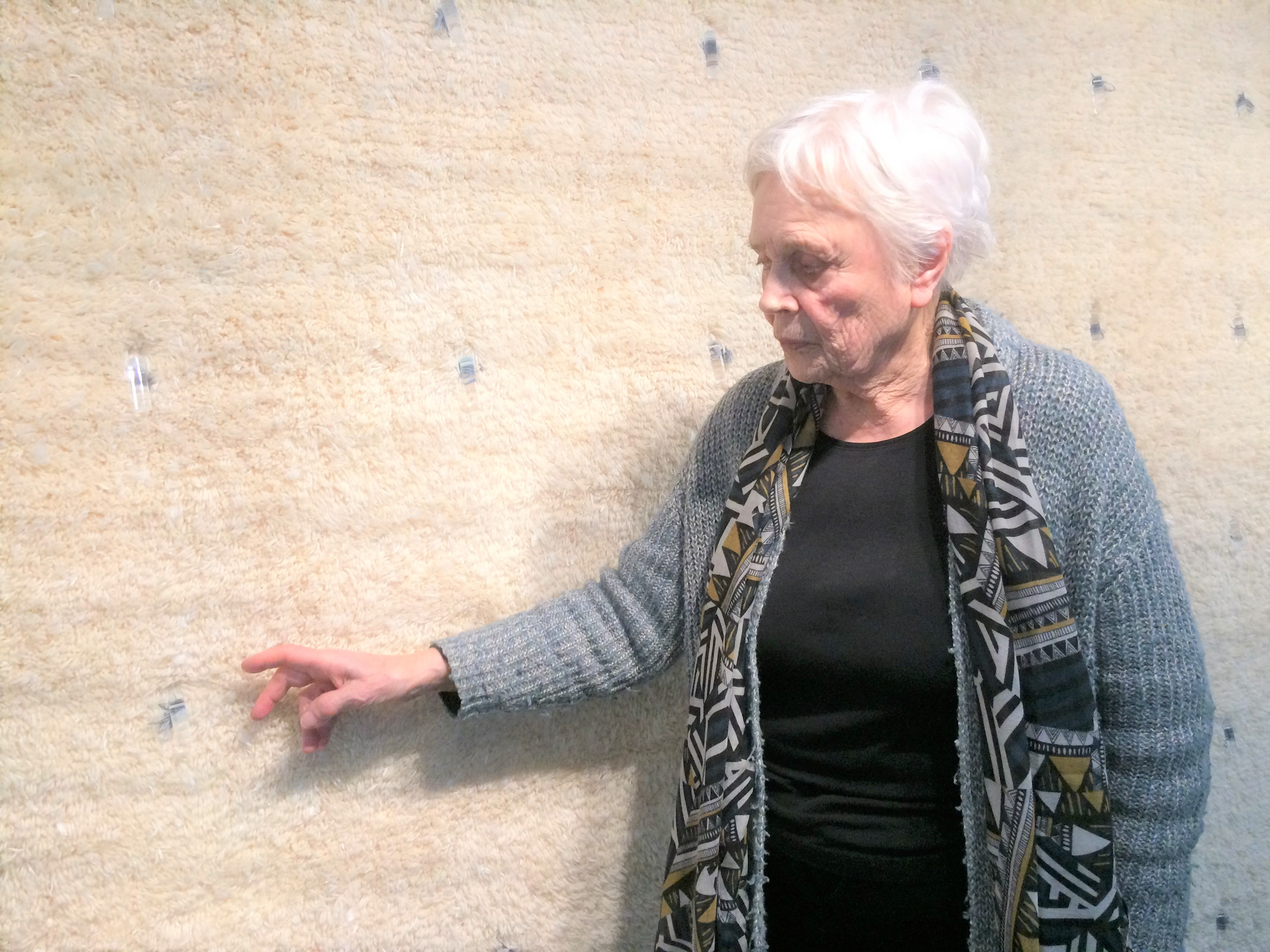
Maija Lavonen (1931–2023).
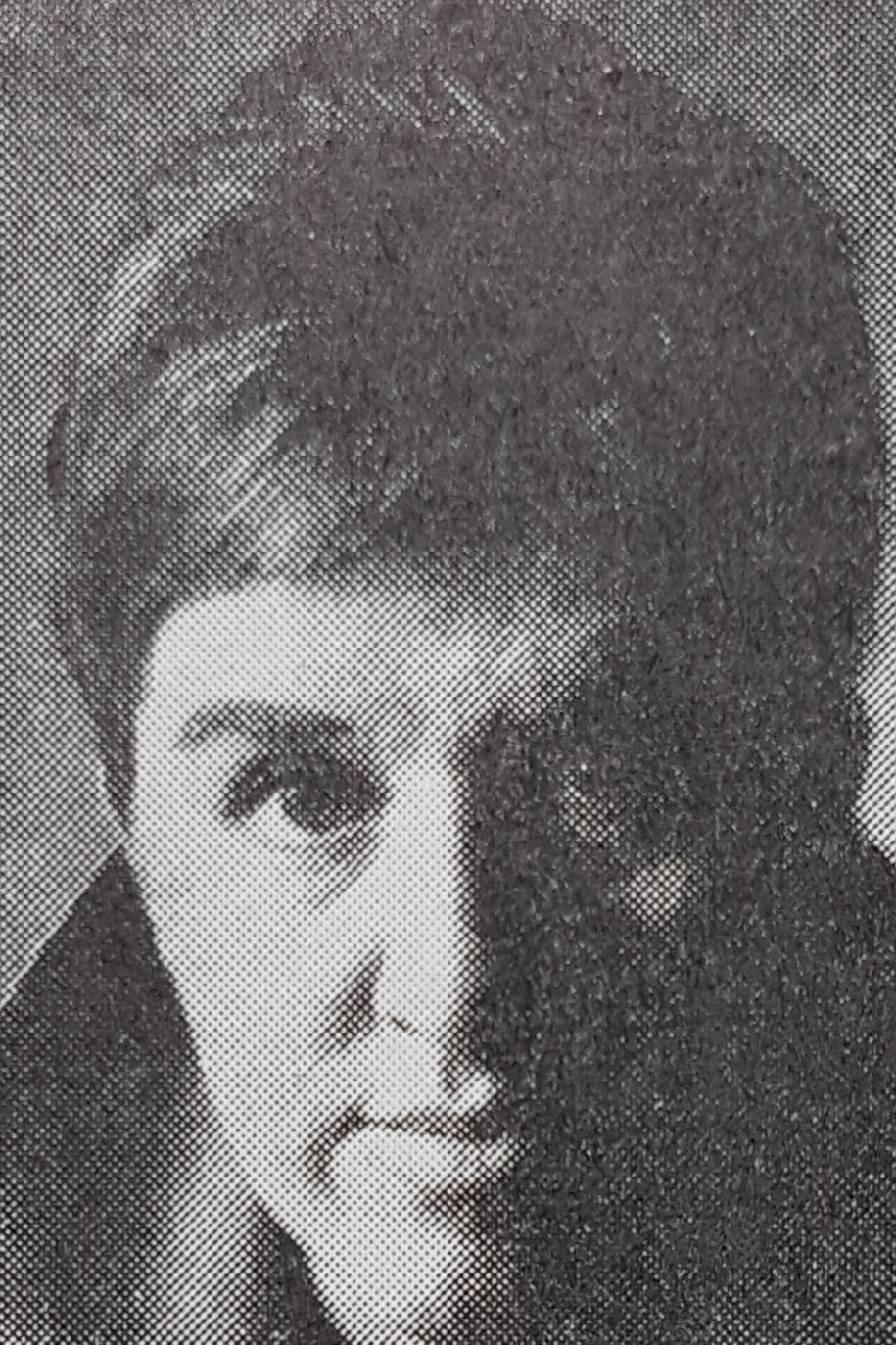
Inez Svensson (1932–2005).